# Aliment-réconfort

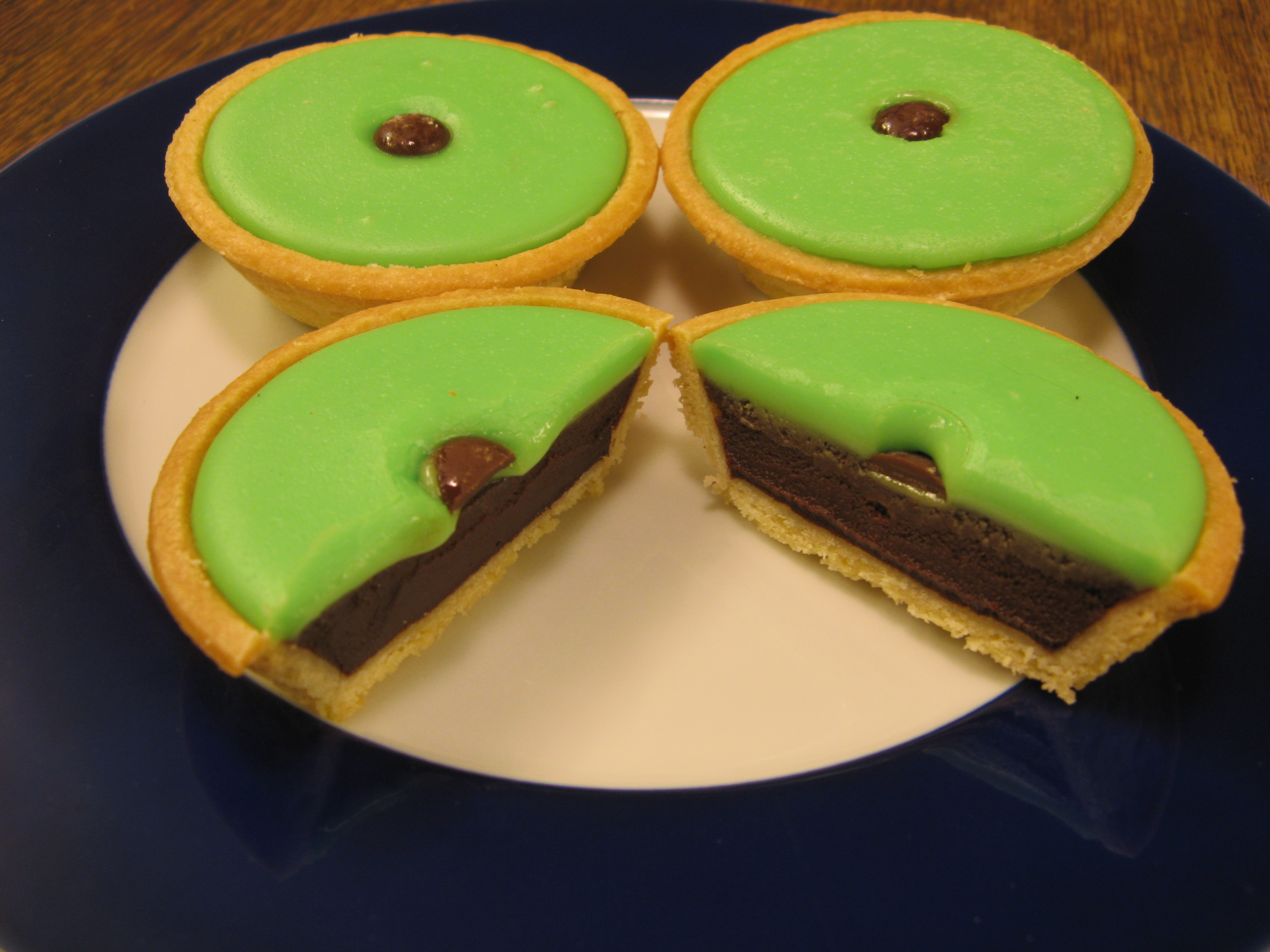
Les aliments-réconfort sont souvent gras et/ou sucrés.

Un aliment-réconfort, aussi appelé aliment réconfortant ou aliment-doudou, est un aliment familier qui suscite un sentiment de réconfort et de bien-être lorsqu'il est consommé. De tels aliments sont généralement composés de glucides simples et complexes tels le sucre, le riz blanc, le blé raffiné, et/ou de lipides. Ils peuvent être inclus à un régime alimentaire équilibré à condition d'être consommés en petite quantité.
Pour traduire l'anglicisme comfort-food, l'Académie française propose les adjectifs « revigorant », « roboratif » (qui signifie proprement « qui rend fort comme un chêne, un rouvre »), voire « réconfortant ».